# Яніс Беграуї
Яніс Беграуї (фр. Yanis Begraoui, нар. 4 липня 2001, Етамп, Франція) — марокканський футболіст, нападник французького клубу «Тулуза».
На правах оренди грає в клубі «По».

## Ігрова кар'єра

### Клубна
Яніс Беграуї народився у передмісті Парижа — містечку Етамп у марокканській родині. З літа 2017 року він грав за молодіжну команду клубу «Осер». У віці 16 - ти років у квітні 2018 року Беграуї дебютував на професійному рівні в основі «Осера» у матчі французької Ліги 2.
Перед сезоном 2021/22 Беграуї перейшов до складу «Тулузи», з якою в першому ж сезоні виграв турнір Ліги 2 і 28 серпня 2022 року у матчі проти «Нанта» футболіст дебютував у вищому дивізіоні. Та в січні 2023 року Беграуї був відправлений в оренду у клуб Ліги 2 «По», де грав до кінця сезону. В січні 2024 року нападник вдруге відправився в оренду в «По».
У вересні 2023 року Беграуї у складі «Тулузи» зіграв свій перший матч у Ліги Європи.

### Збірна
На міжнародному рівні Яніс Беграуї починав виступи у складі юнацьких збірних Франції.
Та влітку 2023 року вже у складі молодіжної збірної марокко футболіст став переможцем молодіжного кубку африканських націй, що проходив в Марокко. І отримав кваліфікацію на Літні Олімпійські ігри 2024 у Парижі.

## Титули
Тулуза
- Переможець Ліги 2: 2021/22

Марокко (U-23)
 Переможець молодіжного кубку африканських націй: 2023